# Nils-Eric Johansson
Nils-Eric Claes Johansson, född 13 januari 1980 i Viksjö, är en svensk före detta fotbollsspelare. Han var vänsterfotad och spelade vanligtvis mittback, men kunde även spela som vänsterback. 
Johansson inledde sin proffskarriär i AIK och därefter spelade han för Bayern München, Nürnberg, Blackburn och Leicester City innan han 2007 återvände till AIK igen, och skulle komma att stanna där resten av karriären. 
Han spelade totalt 371 tävlingsmatcher för AIK, vilket gjorde honom till den spelare med mest matcher för AIK på 2000-talet. På grund av sin lojalitet och sina fina matchinsatser för AIK så blev han en mycket omtyckt spelare bland fansen. Han betraktas därför också av många som en av AIK:s främsta spelare genom tiderna. I februari 2018 – precis innan den nya säsongen av Allsvenskan skulle dra igång – nåddes AIK av beskedet att Johansson tvingats avsluta sin karriär på grund av hjärtproblem.

## Karriär
Johansson inledde sin fotbollskarriär i IFK Viksjö. Efter en kort sejour som junior i IF Brommapojkarna och AIK fortsatte han till Tyskland. Första klubben blev FC Bayern München, dit han värvades av Björn Andersson, som junior- och A-lagsspelare och därefter FC Nürnberg. Under tysklandsåren fick Johansson även spela i det svenska U21-landslaget, de sista två säsongerna som kapten. Hösten 2001 värvades han till engelska FC Blackburn Rovers där det efter debuten mot Liverpool som förlorades 4-1 blev totalt 86 Premier League-matcher, samt flera cupmatcher, och att få prova på spel i svenska A-landslaget de följande åren. Därefter avslutade han englandsvistelsen med två säsonger i den engelska andradivisionen med Leicester City FC. Kontraktet med Leicester City FC gällde till och med säsongen 2006/07 ut vilket gjorde att han som Bosmanfall kunde skriva på för valfri klubb.
Den 21 maj 2007 skrev Johansson kontrakt med AIK. År 2013 förlängdes Johanssons kontrakt till 2015. 
Den 18 februari 2018 – kort innan Allsvenskan 2018 skulle dra igång – meddelade Johansson att han på grund av hjärtproblem avslutade sin karriär som fotbollsspelare.
Johansson vann Bundesliga med Bayern 2000 och Bundesliga 2 med Nurnberg 2001. Han är Ligacupvinnare med Blackburn Rovers, efter seger i finalen i Cardiff 2002. Han blev svensk mästare med AIK 2009.